# 纳雍合耳菊
纳雍合耳菊（学名：Synotis nayongensis）是菊科合耳菊属的植物，为中国的特有植物。分布于中国大陆的贵州等地，生长于海拔1,960米的地区，常生长在灌丛和阴处。